# Rhithrodytes bimaculatus
Rhithrodytes bimaculatus là một loài bọ cánh cứng trong họ Bọ nước. Loài này được Dufour miêu tả khoa học năm 1852.